# Манастир Стањевићи
Манастир Стањевићи је манастир Митрополије црногорско-приморске Српске православне цркве из 1338. године.
Манастир се налази поред села Побори у рејону општине Будва, на 800 метара надморске висине.

## Историја
Као ктитор манастира помиње се велики војвода Никола Стањевић. Док је војвода Ђурађ Ћурашевић Црнојевић, деда Ивана Црнојевића, подигао у близини данашњег манастира тврђаву Ђурђевац дворац на брду Ђурђевцу, војно утврђење са храмом посвећеном Светом Георгију.
Након турских упада у Цетиње 1714. године, владика Данило прелази у Стањевиће. По повратку из Русије саградио је храм који је посветио Светој Тројици а некадашњи дворац Црнојевића је обновио и претворио у манастирски конак 1724. године. После његовог повратка на Цетиње извјестан број монаха остаје у Стањевићима. Извјесне поправке и доградњу манастирског комплекса врши митрополит Сава Петровић. Митрополит Данило се упокојио у светој обитељи 1735. и био је сахрањен у њој. Ту је почивао до 1856. године када је трудом књаза Данила пренесен на Цетиње. Данас му је гроб на Орловом кршу, брду изнад Цетињског манастира.
1780. године у манастиру је отворена свештеничка школа, коју је похађао и Свети Петар Цетињски.
1839. године манастир Стањевићи је уступљен Аустрији и од тада почиње процес њиховог руинирања.
1994. године започета је обнова манастирског комплекса. Обнову је, благословом Митрополита црногорско-приморског, Амфилохија, започео јеромонах Димитрије Благојевић, а наставио јеромонах Јефрем Дабановић послије упокојења оца Димитрија 2004. године.

### Братство манастира
Ове 2013. године братство сачињавају: настојатељ манастира од 2004. године архимандрит Јефрем (Дабановић), затим јерођакон Јован и послушник Веско. Сабрат манастира је и монах др Павле Кондић.